# 慧林性機
慧林性機（えりん しょうき）は、江戸時代前期に明国から渡来した臨済宗黄檗派（黄檗宗）の僧。俗姓は鄭氏。慧林は号で、法諱が性機。福建省福州府福清県の出身。

## 生涯
生家の鄭氏は、代々地元の学校の教師を職としており、慧林自身も、科挙の勉学に勤しんでいたが、明末清初の混乱期に遭遇したため、官途に望みが絶たれ、40歳にして、補山の万歳山に入り、祇園のもとで出家した。
順治6年（1649年）、黄檗山の隠元隆琦に師事し菩薩戒を受戒した。翌年には記室となった。
承応3年（1654年）、隠元に随行して来日し、長崎の崇福寺と興福寺でも、記室や維那の任に当たった。隠元が摂津国の普門寺に赴いた際にも動向し、この地で大悟し、隠元に西堂に任じられた。万治元年（1658年）に隠元が江戸に向かった際には、留守を預かった。
万治2年（1659年）、摂津国麻田藩（現在の池田市）の藩主青木重兼が麻耶山仏日寺を創建し、翌年、隠元を開山に招致した。寛文元年（1661年）2月、慧林は、仏日寺の第2代に招請され、この際に隠元から付法されている。この冬の黄檗山での授戒会において尊証阿闍梨の任に当たった。仏日寺に帰山すると、普観堂を建立し、手書した『妙法蓮華経』『大方広仏華厳経』『大般涅槃経』を納めた。
延宝8年（1680年）、木庵に推挙されて、萬福寺の第3代住持に就任した。同年9月には、江戸に上り、新たに就任した将軍の徳川綱吉に賀を述べた。しかし、老齢の慧林の体調は思わしくなく、天和元年（1681年）、住職の座から隠退し、塔頭の龍興院に移った。住持は独湛性瑩に譲り、高泉性潡にも後事を託した。享年73。